# Sutoku Tennō
Sutoku Tennō (崇徳天皇?) (7 de julio de 1119 - 14 de septiembre de 1164) fue el 75.º emperador de Japón, según el orden tradicional de sucesión. Reinó entre los años 1123 y 1142. Antes de ser ascendido al «Trono del Crisantemo», su nombre personal (imina) era Príncipe Imperial Akihito (顕仁親王 Akihito-shinnō?).

## Genealogía
Sutoku Tennō fue el hijo mayor de Toba Tennō. Algunos libros mencionan que es el hijo de Shirakawa Tennō, abuelo de Toba Tennō.

## Biografía
En 1123, el Príncipe Imperial Akihito asumió el trono a la edad de 4 años tras la abdicación de su padre, el Emperador Toba, pasándose a llamar desde ese momento Emperador Sutoku. No obstante, su bisabuelo, el Emperador Enclaustrado Shirakawa, administraría su reinado hasta la muerte de este en 1129. A partir de ese año, el Emperador Toba se convertiría en emperador enclaustrado y asumió la administración de su hijo.
En 1142, a la edad de 23 años, abdicó al trono en favor de su hermano, el Emperador Konoe. Al retirarse no pudo asumir como Emperador Enclaustrado ya que su padre tenía dicha función, lo que iniciaría una fricción entre ambos.
En 1151 ordenó la creación de la antología imperial de waka, Shika Wakashū.
Tras el deterioro de las relaciones con su padre, se desencadenó la llamada Rebelión Hōgen, en donde ambas facciones imperiales se enfrentaron, pero el Emperador Go-Shirakawa, su hermano, lo venció con el apoyo de la clase samurái. Tras el conflicto, el Emperador Sutoku fue exiliado a la provincia de Sanuki (actual prefectura de Kagawa).
Falleció en el exilio, en 1164, a la edad de 45 años.

## Kugyō
Kugyō (公卿) es el término colectivo para los personajes más poderosos y directamente ligados al servicio del emperador del Japón anterior a la restauración Meiji. Eran cortesanos hereditarios cuya experiencia y prestigio les había llevado a lo más alto del escalafón cortesano.
- Sesshō: Fujiwara no Tadamichi (1099 – 1164)[5]
- Daijō Daijin: Fujiwara no Tadamichi[5]
- Sadaijin:
- Udaijin:
- Nadaijin: Fujiwara no Yorinaga (1120 – 1156)[5]
- Dainagon:

## Eras
- Hōan (1120 – 1124)
- Tenji (1124 – 1126)
- Daiji (1126 – 1131)
- Tenshō (primera) (1131 – 1132)
- Chōshō (1132 – 1135)
- Hōen (1135 – 1141)
- Eiji (1141 – 1142)